# Světový pohár v biatlonu 2018/2019 – Nové Město na Moravě
3. podnik Světového poháru v biatlonu v sezóně 2018/19 probíhal od 20. do 23. prosince 2018 v českém Novém Městě na Moravě. Na programu byly mužské a ženské závody ve sprintech, stíhací závody a závody s hromadným startem.
Závody světového poháru se Nového Města vrací po dvou letech. Pořadatelé připravili pozměněné tratě. Ty vyšly mj. z požadavků Mezinárodní biatlonové unie a držitelů marketingových práv a umožní přehlednější televizní pokrytí a větší prostor pro volný pohyb diváků podél tratí.
Během čtyř závodních dnů přišlo na stadion a k tratím celkem 101 300 diváků.

## Program závodů
Oficiální program:
| Datum        | Disciplína                       | Začátek (SEČ) | Počet závodníků |
| ------------ | -------------------------------- | ------------- | --------------- |
| 20. prosince | Sprint (muži)                    | 17:30         | 105             |
| 21. prosince | Sprint (ženy)                    | 17:30         | 96              |
| 22. prosince | Stíhací závod (muži)             | 15:00         | 60              |
| 22. prosince | Stíhací závod (ženy)             | 17:00         | 60              |
| 23. prosince | Závod s hromadným startem (muži) | 11:45         | 30              |
| 23. prosince | Závod s hromadným startem (ženy) | 14:30         | 30              |

## Průběh závodů

### Sprinty
V závodě mužů, který se jel před návštěvou 22 000 diváků, demonstroval pozici nejlepšího běžce Nor Johannes Thingnes Bø. Navíc střílel čistě a dojel si tak s náskokem pro čtvrté vítězství v této sezoně. Druhý dojel také čistě střílející a rychle běžící Rus Alexandr Loginov. Překvapením bylo třetí místo Švéda Martina Ponsiluomy, který byl dosud v závodech světového poháru nejlépe osmnáctý. Nedařilo se Martinu Fourcademu, který poprvé po deseti letech nezískal v světovém poháru žádné body – se čtyřmi chybami při střelbě dojel na 43. pozici.

Českým závodníkům se nedařilo ve střelbě. Michal Krčmář chyboval hned při první střele. Pak už střílel čistě a zrychlil i v běhu, ale stačilo to jen na 20. místo. Ondřej Moravec udělal stejnou chybu, ale vinou pomalejšího běhu skončil tři pozice za Krčmářem. Jakub Štvrtecký běžel dobře a vleže i čistě střílel, takže před druhou střelbou byl na průběžném 18. místě. Vstoje však udělal dvě chyby, navíc špatně manipuloval se zbraní a musel dobíjet náhradní náboje. Celkově se na střelnici zdržel nejdéle ze všech závodníků, a i když v závěrečném kole zrychlil, dojel na 48. pozici. I tímto výsledkem poprvé v kariéře postoupil do stíhacího závodu. Adam Václavík udělal celkem pět chyb a dojel na 86. místě. Kvůli zlomenému obratli nestartoval Michal Šlesingr.
Ve sprintu žen se očekával souboj Dorothey Wiererové a Kaisy Mäkäräinenové. Žádná však do bojů o přední příčky nezasáhla a Mäkäräinenová s pěti nezasaženými terči a umístěním na 58. místě dokonce ani nezískala žádné body. V závodě, který se jel za zpočátku hustého sněžení, dlouho vedla čistě střílející Norka Marte Olsbuová Røiselandová. Mezi posledními pak vyběhla Němka Laura Dahlmeierová, která z důvodů dřívějších zranění nastoupila do světového poháru až v tomto závodě. Průběžně se udržovala v čele, ale při druhé střelbě udělala jednu chybu a klesla na třetí místo se ztrátou devět sekund na Roeislandovou. Z této ztráty však stáhla jen několik vteřin a tak dojela na druhém místě. Pro Roeislandová šlo o první vítězství v závodu světového poháru.
 
Českým závodníkům se stejně jako mužům nedařilo ve střelbě. Jedinou výjimkou byla čistě střílející Veronika Vítková, která však v druhém a třetím kole zpomalovala a dojela na 19. pozici. Po téměř dvou letech získala body Lucie Charvátová, která rychle běžela, ale nezasáhla dva terče a skončila o 10 míst za Vítkovou. Eva Puskarčíková se stejnou střelbou, ale pomalejším časem dokončila závod na 48. místě, Markéta Davidová udělala celkem čtyři chyby a obsadila 67. pozici.

### Stíhací závody
Závod mužů vedl do třetí střelby s přehledem Nor Johannes Thingnes Bø. Zde však udělal dvě chyby a nejbližší soupeři jej dostihli. Po poslední střelbě, kde všichni čelní závodníci aspoň jednou chybovali, prokázal Bø rychlost běhu a s jistotou si dojel pro vítězství. Druhé místo ze sprintu zopakoval Rus Alexandr Loginov, který také rychle běžel, ale hůře střílel. Největšího zlepšení dosáhl Martin Fourcade, který po 43. místě ve sprintu nechtěl původně ani startovat. Jako jediný střílel všechny položky navzdory silnému a měnícímu se větru čistě a dojel pátý.

Z českých reprezentantů se závod povedl nejlépe Ondřeji Moravcovi. Udělal sice čtyři chyby, ale i jeho nejbližší soupeři chybovali podobně, takže se v cíli zlepšil na 18. místo. Michal Krčmář běžel sice rychle, ale se sedmi nezasaženými terči klesl na 32. místo. Jakub Štvrtecký rozjel závod nadějně – po dvou bezchybných položkách vleže se dostal na 31. místo. Vstoje některé rány dlouho odkládal, přesto ani potom terče nezasáhl a udělal celkem sedm chyb. Do cíle dojel na 49. pozici.
V závodě žen si vítězka sprintu Norka Marte Olsbuová Røiselandová udržovala vedení až do třetí střelby, kdy jednou chybovala a dostala se před ní stále zrychlující Dorothea Wiererová. Při poslední položce vstoje však strávila na střelnici přes minutu, kdy čekala na uklidnění větru. Tuto situaci zvládla mnohem lépe Roeislandová. Obě se dostaly do kontaktu a spolu absolvovaly celé poslední kolo. Na začátku cílové roviny nastoupila vzadu jedoucí Wiererová, ale Norka dokázala ještě přidat a zvítězila o 0,2 sekundy.

České ženy neuspěly: body získala jen Lucie Charvátová umístěním na 34. místě: vleže střílela dobře a v běhu se zlepšovala až na 19. pozici, ale vstoje se nevyrovnala se špatnými povětrnostními podmínkami (před závodem při nástřelu padaly i kroupy), nezasáhla celkem pět terčů a propadla se. Veronika Vítková začala dobře, ale postupně zpomalovala a po třetí střelbě odstoupila ze závodu pro žaludeční problémy.

### Závody s hromadným startem
Závod mužů začal Ondřej Moravec dvěma chybami při první střelbě vleže. „Cvakal jsem si doprava, protože fouknul vítr, pak jsem to vrátil zpátky a dvě rány vypadly. Spíš ale byly předržené, takové zbytečné chyby z respektu,“ posoudil to po závodě. Odjížděl na předposledním místě, ale dalšími čistými položkami se propracovával rychle dopředu. Michal Krčmář střílel čistě a v průběhu závodu se dostal na sedmou pozici, i když se mu nevyhnuly problémy: při první střelbě musel ručně dobíjet jeden náboj (i díky tomu byl ve střelbě nejpomalejší ze všech) a ve čtvrtém kole se mu utrhlo poutko u hůlky a část stoupání musel jet jen s jednou. Při poslední střelbě udělal Krčmář svou jedinou chybu, naopak Moravec střílel čistě a oba odjížděli spolu na sedmém a osmém místě. V posledním kole měl Moravec víc sil, zvládl i soubor s Martinem Fourcadem a dojel na osmém místě, což bylo jeho nejlepší umístění od závodů v Ruhpoldingu začátkem roku. Vyčerpaný Krčmář dokončil závod jako desátý.

Závod vyhrál s přehledem čistě střílející Johannes Thingnes Bø. Na druhé místo se v posledním kole probojoval Francouz Quentin Fillon Maillet, který v posledním kole předjel unavenějšího Rusa Jevgenije Garaničeva.
Závod žen se jel za téměř ideálních podmínek, přesto žádná ze závodnic nezastřílela všechny položky čistě. Ve třetím a čtvrtém kole se rychlou střelbou dostala do čela Dorothea Wiererová, ale Slovenka Anastasia Kuzminová ji na trati vždy předjela (podle komentátorů České televize měla Wiererová špatně namazané lyže).. Podobně to bylo i v pátém kole, ale zde v posledním stoupání před cílem Wiererovou předjela Francouzka Anaïs Chevalierová a především Slovenka Paulína Fialková, která dojela co cíle na druhém místě. Poprvé ve světovém poháru tak stály na stupních vítězů dvě slovenské reprezentantky.

Žádná z českých závodnic se do tohoto závodu neprobojovala.

## Umístění na stupních vítězů

### Muži
| Disciplína                        | 1. místo             | Výkon   | 2. místo               | Výkon   | 3. místo           | Výkon   |
| Sprint (10 km)                    | Johannes Thingnes Bø | 23:09,9 | Alexandr Loginov       | 23:30,9 | Martin Ponsiluoma  | 24:04,1 |
| Stíhací závod (12,5 km)           | Johannes Thingnes Bø | 31:59,0 | Alexandr Loginov       | 32:05,2 | Tarjei Bø          | 32:22,9 |
| Závod s hromadným startem (15 km) | Johannes Thingnes Bø | 37:25,2 | Quentin Fillon Maillet | 38:08,7 | Jevgenij Garaničev | 38:16,2 |

### Ženy
| Disciplína                          | 1. místo                    | Výkon   | 2. místo           | Výkon   | 3. místo           | Výkon   |
| Sprint (7,5 km)                     | Marte Olsbuová Røiselandová | 19:44,6 | Laura Dahlmeierová | 19:49,1 | Paulína Fialková   | 19:50,8 |
| Stíhací závod (10 km)               | Marte Olsbuová Røiselandová | 29:53,5 | Dorothea Wiererová | 29:53,7 | Hanna Öbergová     | 29:58,2 |
| Závod s hromadným startem (12,5 km) | Anastasia Kuzminová         | 35:34,4 | Paulína Fialková   | 35:46,5 | Anaïs Chevalierová | 35:47,7 |

## Pořadí zemí
| Pořadí | Země      | 1. místo | 2. místo | 3. místo | Celkově |
| ------ | --------- | -------- | -------- | -------- | ------- |
| 1.     | Norsko    | 5        | 0        | 1        | 6       |
| 2.     | Slovensko | 1        | 1        | 1        | 3       |
| 3.     | Rusko     | 0        | 2        | 1        | 3       |
| 4.     | Francie   | 0        | 1        | 1        | 2       |
| 5.     | Itálie    | 0        | 1        | 0        | 1       |
| 5.     | Německo   | 0        | 1        | 0        | 1       |
| 7.     | Švédsko   | 0        | 0        | 2        | 2       |
|        | Celkem    | 6        | 6        | 6        | 18      |